# Sui Wendi
Sui Wendi (ou 楊堅 Yáng Jian, 21 juillet 541 - 13 août 604) est le premier empereur et fondateur de la dynastie Sui (581-604). Il est le fils d'un général et lui même un puissant général des Zhou du Nord, dont le génie militaire permet à ces derniers de conquérir les Qi du Nord en 577. Sa fille se marie dans la lignée impériale et son petit-fils, le dernier empereur Zhou, est détrôné à son profit en 581, lui permettant de fonder sa propre dynastie, la dynastie Sui. En 589, il écrase les dernières dynasties méridionales (dont la dynastie Chen) et unifie ainsi l’ensemble du bassin populeux chinois.
Il règne sur la Chine unie de 589 à 604. Souverain énergique, il a restauré les infrastructures de l'empire (routes, ponts, canaux et digues) et une partie de la Grande Muraille.

## Biographie
En 577, le puissant ministre confucéen Yang Jian (楊堅 Yáng Jian) parvient à soumettre et à annexer le royaume des Qi du Nord : le Nord est réunifié au profit du royaume Zhou. Continuant à gérer les affaires de l’État, Yang Jian impose en 581, après quelques oppositions militaires, sa dynastie : la dynastie Sui (隋 Suí). Il renforce son royaume, envoie des agitateurs dans l’« empire » chinois des Chen au Sud, faisant courir des rumeurs dans le but propagandiste d’affaiblir la fidélité aux Chen, faisant de l’empereur des Chen un débauché luxurieux. En 589, il parvient à soumettre la Chine du Sud et reconstitue donc l’unité de l’Empire chinois : c’est la période Sui (589-618).
Cet empereur sobre et pragmatique construit la prospérité de son empire en le défendant sur ses limites. Il refond les institutions, pourchasse les fonctionnaires corrompus, casse le système fondé sur la naissance, instaure celui des examens impériaux et des charges en fonction du mérite. Les fonctionnaires et officiers méritants des Chen sont acceptés et encouragés à rejoindre ses rangs. Il engage une réforme agraire pour stabiliser les campagnes : des terres collectives sont organisées, puis redistribuées équitablement aux familles selon le nombre de bouches à nourrir. Les taxes sont abaissées.
Matériellement, il engage de grands travaux, tels que le Grand Canal (pour que le Nord et le Sud soient unis par le commerce), la restauration de la Grande Muraille de Chine et des routes, la construction de grands greniers pour stocker les surplus dus à la paix soudaine. L’agriculture est florissante.
Persuadé de la grande mission unificatrice et céleste de sa naissance et lignée, il demande la soumission de tous les royaumes limitrophes. Lorsque la Corée refuse, il insiste, puis se décide à envoyer une armée de trois cent mille hommes qui sera laminée par les aléas climatiques (598, 90 % de pertes).
À l’extérieur, l’empire devient suffisamment puissant pour ne plus craindre d’invasions ou d’attaques barbares.